# Hermann Albert Bumke

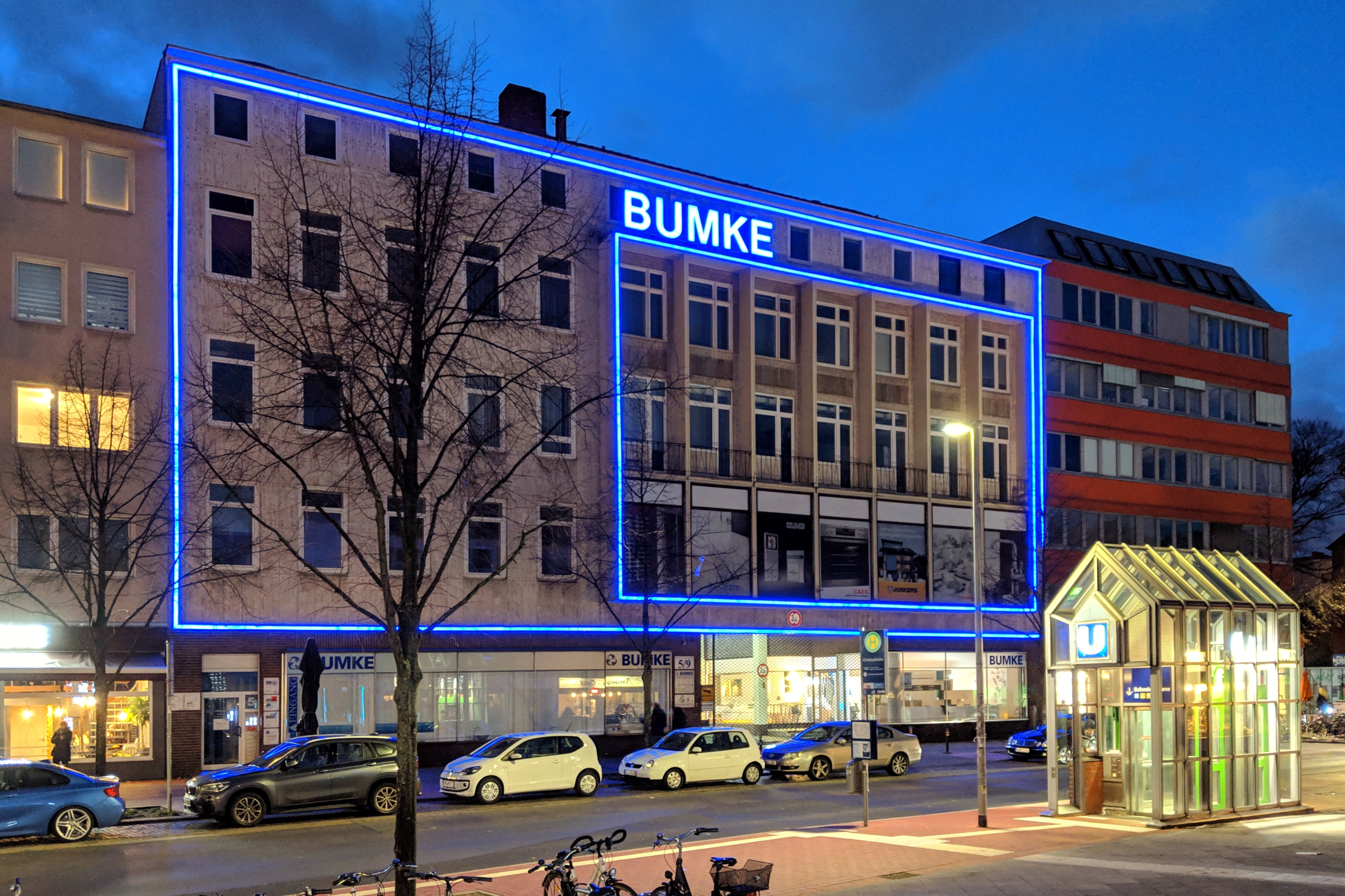
Mit blauen Neonlichtbändern gerahmte Fassade von Bumke am Engelbosteler Damm 5–9 in der Nordstadt von Hannover

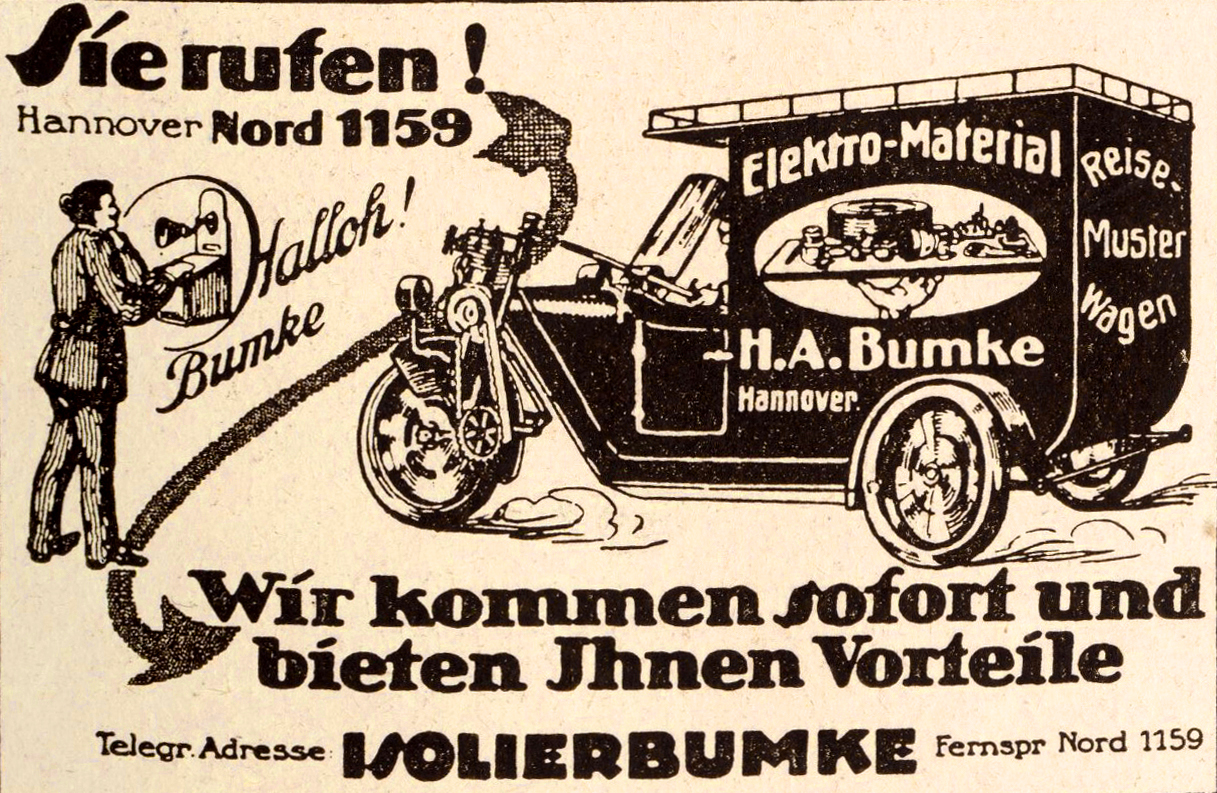
„Reise-Musterwagen“ in einer Werbeanzeige um 1910 mit der Telegramm-Adresse „Isolierbumke“

Die Hermann Albert Bumke GmbH & Co. KG ist eine Elektro-, Sanitär- und Heizungs-Großhandlung und gilt als eines der bedeutendsten Großhandelsunternehmen Deutschlands, das  Industrie, Handwerk, Fachhandel und weitere Wirtschaftsunternehmen beliefert.

## Geschichte
Das Unternehmen wurde im Jahr 1909 von Hermann Albert Bumke aus Berlin und Wilhelm Meier aus Hannover gegründet und firmierte zunächst als Elektrogroßhandlung unter dem Namen Bumke & Meier mit Sitz in der Runde Straße 3 nahe dem später umgestalteten Raschplatz. Noch während des Deutschen Kaiserreichs expandierte das Unternehmen in schneller Folge und eröffnete Filialen in Braunschweig, Kassel und Magdeburg. Die Zweigstellen fielen jedoch den Umständen des Ersten Weltkrieges und der Deutschen Hyperinflation zu Beginn der Weimarer Republik zum Opfer.

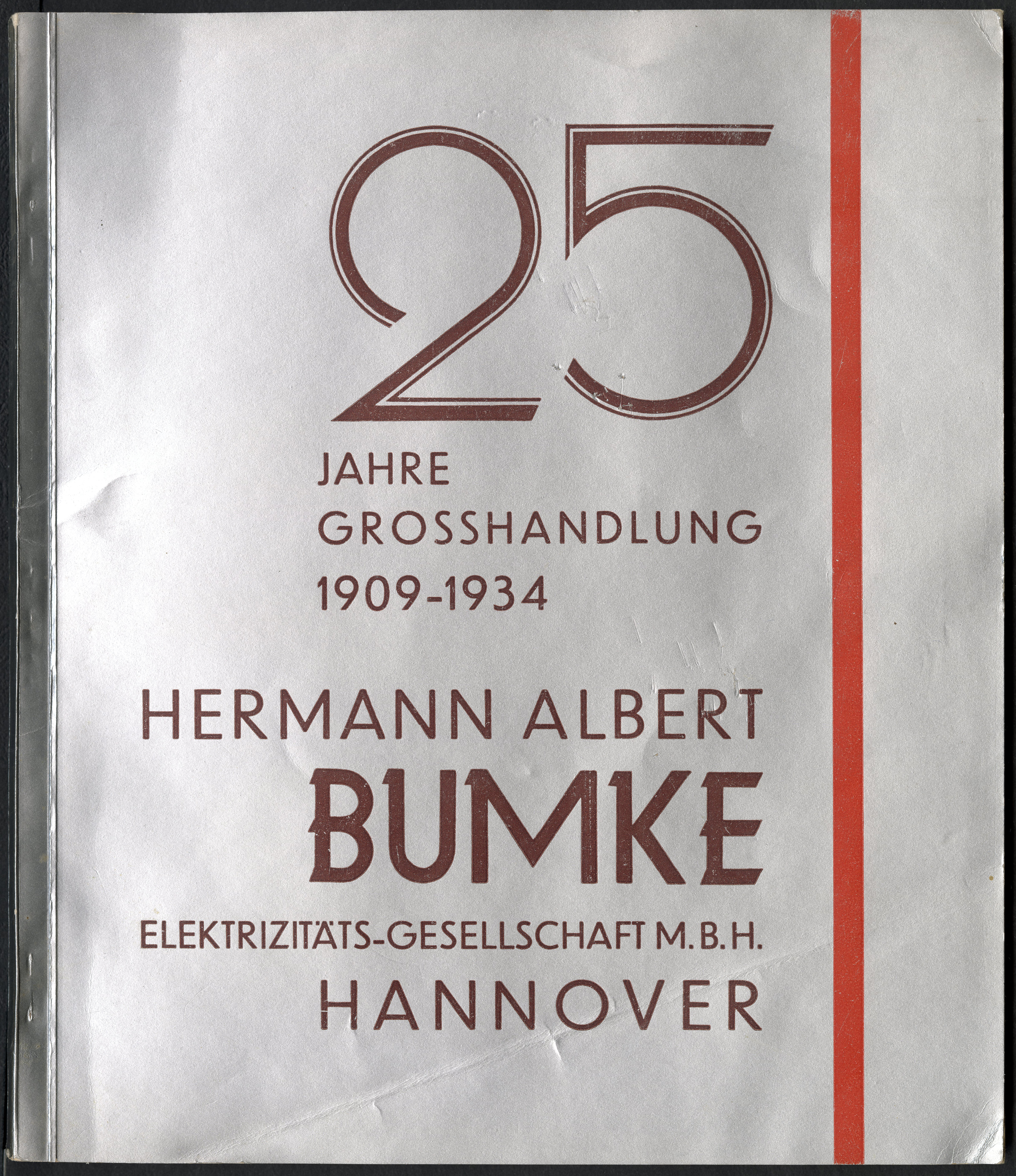
Jubiläumsschrift von 1934 zum 25-jährigen Bestehen der Hermann Albert Bumke Elektrizitäts-Gesellschaft mbh

Etwa zu Beginn der Weltwirtschaftskrise im Jahr 1929 übernahm Eduard Bergmann die Firma, die er 1931 um eine Abteilung für Sanitärbedarf erweiterte. Um 1934 liefert der in Leipzig ansässige Verlag Hesse & Becker, Abteilung Trenklerdruck die Festschrift anlässlich des 25-jährigen Gründungsjubiläums der Hermann Albert Bumke Elektrizitäts-Gesellschaft m.b.H. sowie „alle erforderlichen photographischen Aufnahmen“ dafür.
Zu Beginn des Zweiten Weltkrieges ließ Bergmann zusätzlich zu den Gebäuden im Stadtteil Mitte am Engelbosteler Damm 5 in der Nordstadt ein großes Lagergebäude errichten. Während der bald darauf einsetzenden Luftangriffe auf Hannover wurden das Lagerhaus und auch allen anderen Gebäude der Firma zerstört.
In der Nachkriegszeit begann Eduard Bergmann lediglich am Engelbosteler Damm mit dem Neubau eines Firmengebäudes, der 1955 vollendet wurde. Mit der Neueröffnung des Geschäftshauses übernahm Bergmanns Tochter Inge Bergmann nach und nach Führungsaufgaben, bis sie nach dem Tod ihres Vaters 1973 die Firma alleine weiterführte.
Unter den beiden Persönlichkeiten wurden die Grundflächen des Unternehmens zuletzt bis auf 9.000 Quadratmeter erweitert.
2002 verkaufte Inge Bergmann das Unternehmen an die Zander Gruppe, blieb aber Eigentümerin der von der Firma genutzten Grundstücke in der Nordstadt. Ein seit den 1970er Jahren bestehender Mietvertrag sollte den Standort des Großhandels vor Ort bis zum Jahr 2026 sichern. Doch schon 2017, nach dem Tod der 89-Jährigen, die bis zuletzt das oberste Stockwerk des Firmengebäudes am Engelbosteler Damm bewohnte und von ihrer Dachterrasse aus die An- und Ablieferungen in den Hinterhöfen beobachten konnte, änderte sich die Standortfrage. Während verschiedene gemeinnützige Organisationen in das Erbe eintraten, bot die Nachlassverwaltung das gesamte Firmengelände nahe der Christuskirche zum Verkauf.
Im Jahr 2020 zog Bumke in das neu errichtete Hauptgebäude an der Gertrud-Knebusch-Straße und eröffnete dort die Lumina Badausstellung.

## Bumke-Gelände

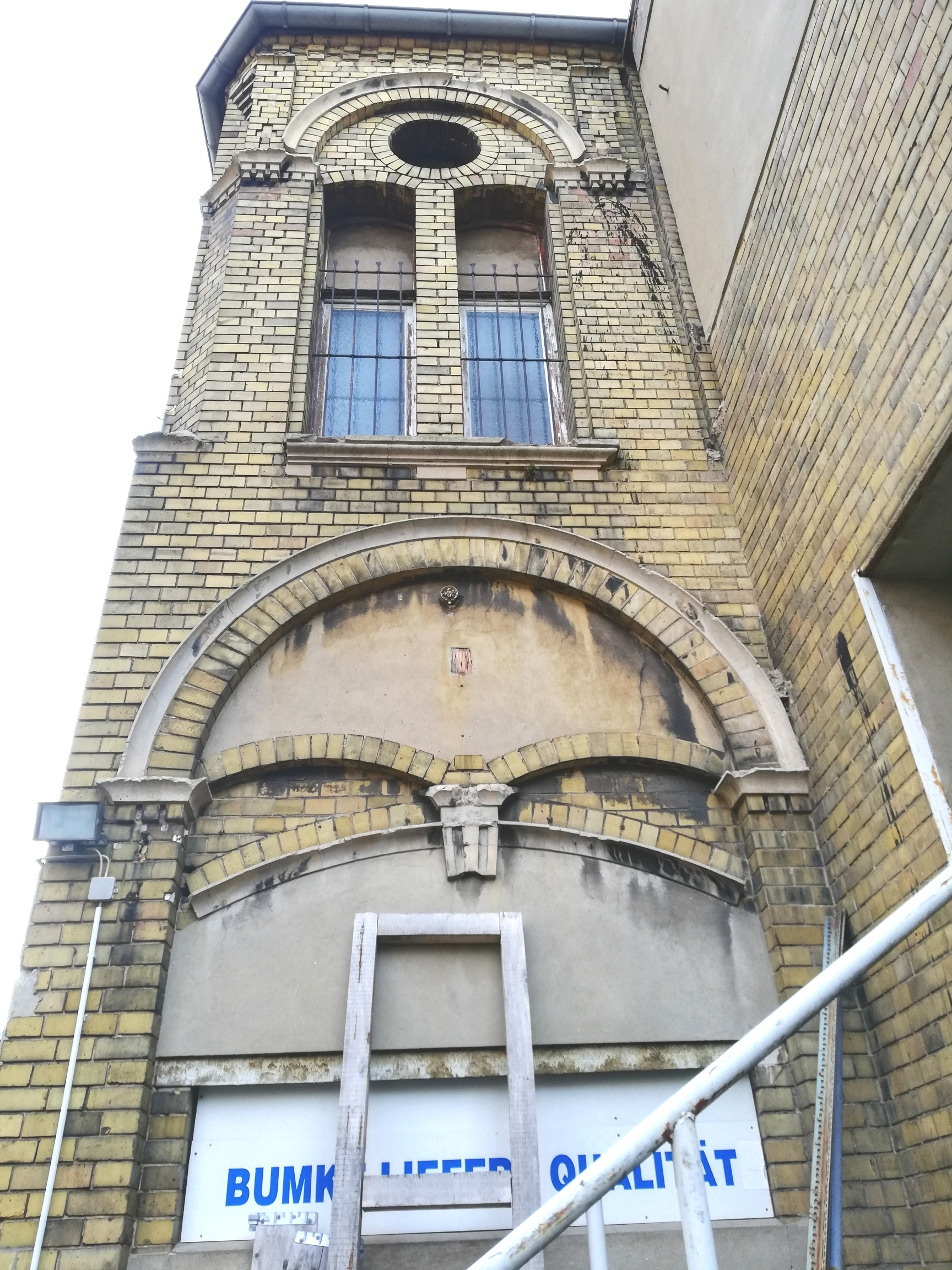
Historische Gebäude-Substanz des ehemaligen Metropol-Theaters, in dem nach dem Zweiten Weltkrieg Georg Hugo Will, der Schwager von Marlene Dietrich, ein Lichtspielhaus betrieb

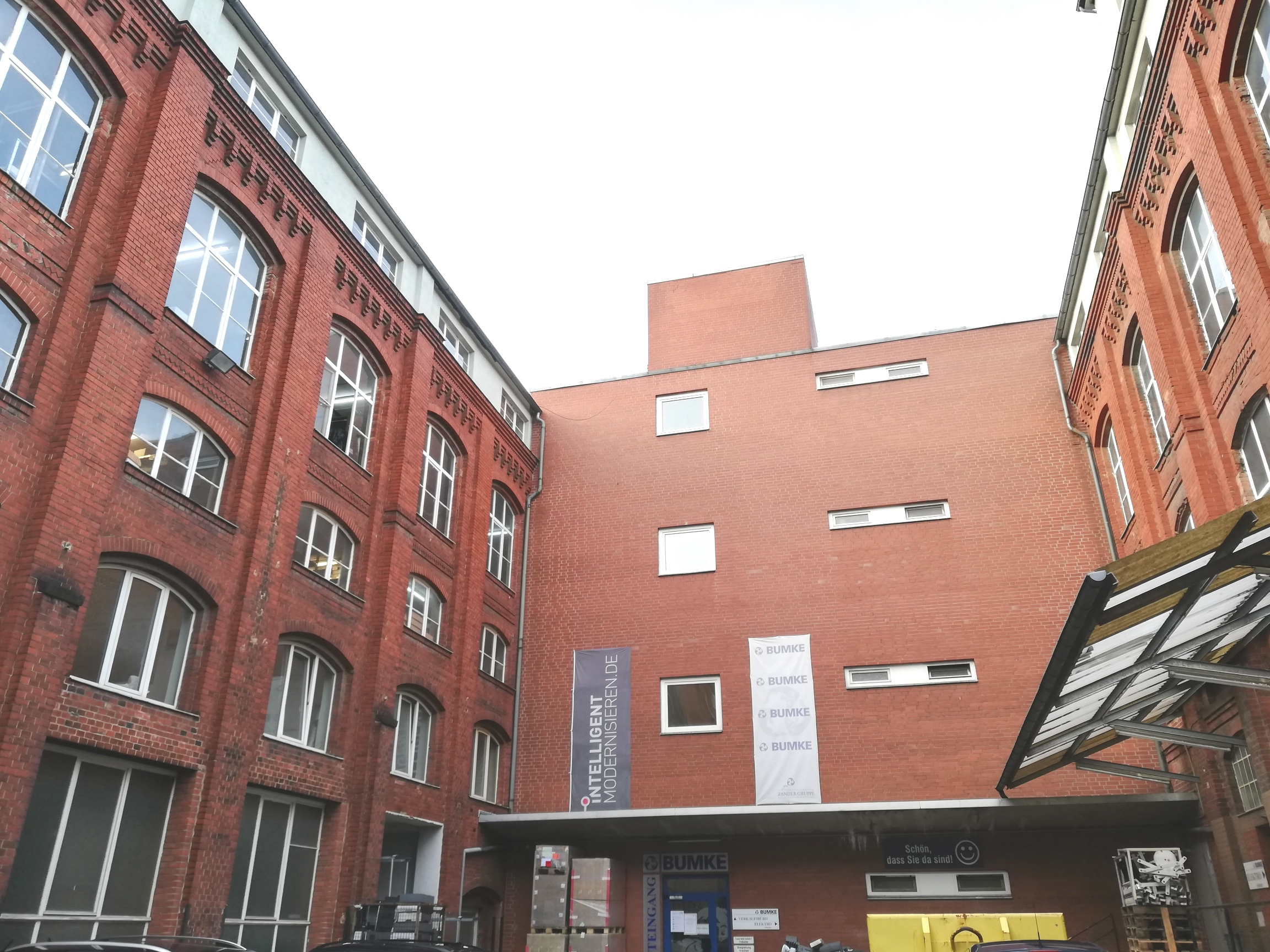
In den roten Backsteingebäuden des 19. Jahrhunderts wirkten unter anderem der Erfinder August Lemier, die Hofbuchdruckerei Harzig & Möller und die Mannesmannröhren-Werke

Das Firmengelände an der südlichsten Ecke des Engelbosteler Damms, die von den Nordstädtern auch „bei Bumke“ genannt wird, umfasst mit den angrenzenden Wohnhäusern zwischen dem „E-Damm“ und der Oberstraße nahe der Christuskirche eine Fläche von rund 9.000 Quadratmetern. Hinter der großflächigen Fassade des 1955 fertiggestellten Geschäftshauses am Engelbosteler Damm 5-9, über dem nachts der Firmenname mit blauen Buchstaben leuchtet, finden sich etliche ältere Gebäude als rote Klinkerbauten. Die im Stil der Industriearchitektur des späten 19. Jahrhunderts errichteten und bis zu vierstöckigen Lagergebäude waren ursprünglich von der Mannesmannröhren-Lager GmbH Hannover genutzt. Anfang der 1920er Jahre zeichnete der Grafiker Theo Rohrssen eine von der Druckerei Ewald Steinmetz & Co. zu Werbezwecken vervielfältigte Szenerie, in der zahlreiche mehrspännige Pferdekutschen zwischen offenen Lastkraftwagen die An- und Ablieferung besorgten. Die Grafik zeigt im Hintergrund vor der Kulisse des Welfenschlosses eine quergestellte große Halle mit weitgreifenden Oberlichtern, das ehemalige Metropol-Theater (Hannover), das von Bumke als Lager- und Bürogebäude genutzt wurde.

Ende 2021 wurden die Gebäude Engelbosteler Damm 5 und 9 und Oberstraße 4 und 7 sowie die gesamte Hinterbebauung abgerissen. 

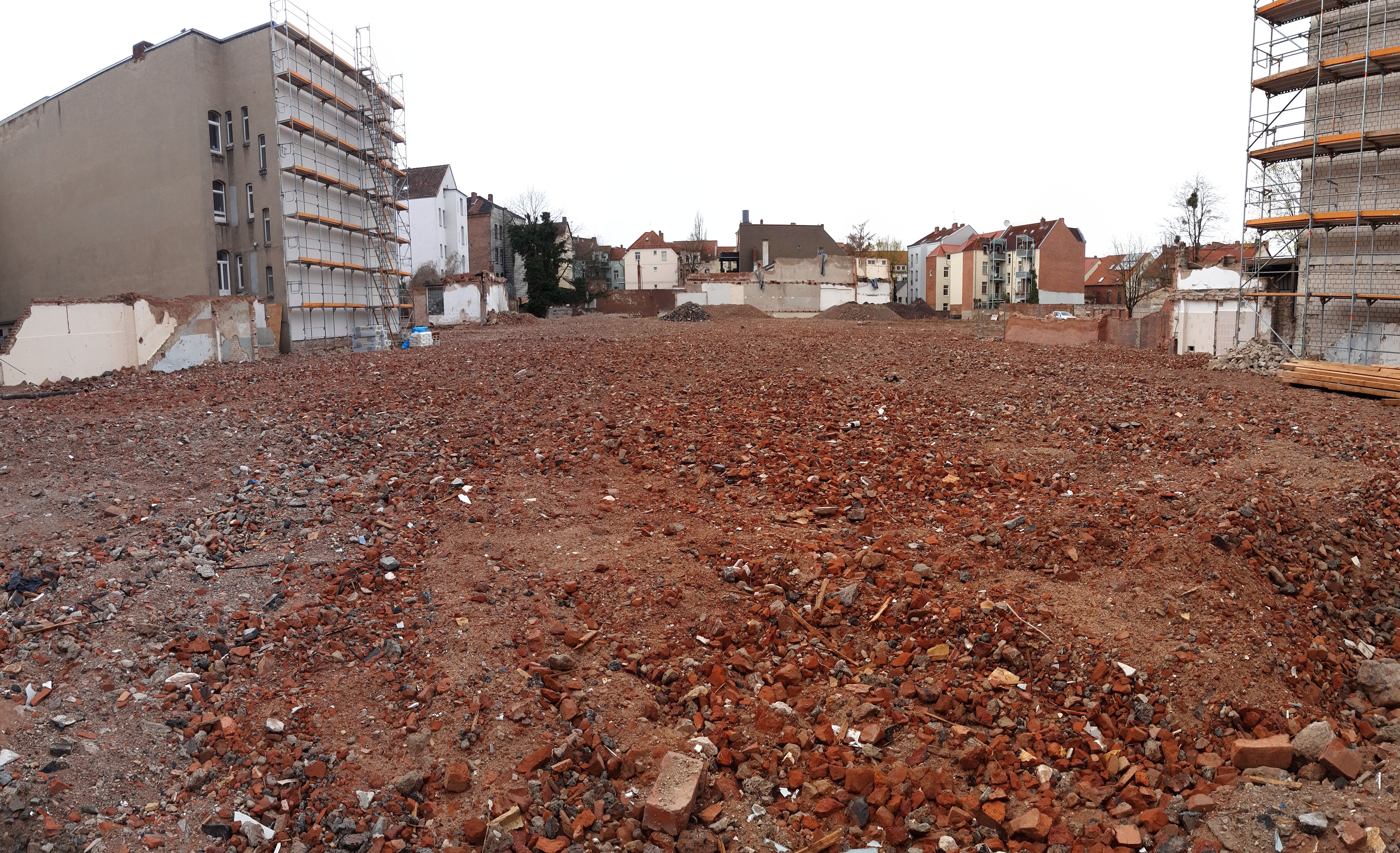
Ehemaliges Gelände der Fa. Bumke

## Schriften
- Bumke-Post. Hermann Albert Bumke, Zeitschrift, Werkzeitschrift, hrsg. von der Hermann-Albert-Bumke-GmbH (Hannover), Ausgaben 1.1950 - 93.1965 [?]
- Hermann Albert Bumke, Sammelbänder, 1951ff.; im Bestand der Technischen Informationsbibliothek (TIB)[9]
- Hermann Albert Bumke, Elektro- und sanitäre Großhandlung, Hannover. 1909 - 1959, Jubiläumsschrift zum 50. Jahrestag der hannoverschen Unternehmensgründung, Hannover: Bumke, 1959
- Bumke. Damm & Johannin. Fachgrosshandel Haustechnik. Elektro, Heizung, Sanitär ..., Broschüre mit einer Chronik von 1909 bis 2017, [ohne Ort]: Zander-Gruppe, [2018 ?]